# Federación de Bosnia y Herzegovina
No confundir con Bosnia y Herzegovina ni la República de Bosnia y Herzegovina
La Federación de Bosnia y Herzegovina (en bosnio: Federacija Bosne i Hercegovine, en serbio: Федерација Босне и Херцеговине, escucharⓘ) es una de las dos entidades políticas que forman la actual República de Bosnia y Herzegovina, en conjunto con la República Srpska. La Federación fue creada con el objetivo de albergar a las comunidades de origen bosníaco y croata a partir de los Acuerdos de Washington firmados el 18 de marzo de 1994, por los cuales se creó la Asamblea Constituyente (Ustavotvorna skupština/Ustavotvorni Sabor), que se mantuvo hasta 1996.
La Federación limita al norte, este y sudeste con la República Srpska, al sur con el mar Adriático y con Croacia, al igual que al oeste y al noroeste.
La Federación de Bosnia y Herzegovina está habitada principalmente por bosníacos y croatas, motivo por el que a veces es conocida de manera informal como Federación Bosnio-Croata. Sin embargo, y tras la decisión adoptada en 2001 por el Tribunal Constitucional de la República de Bosnia y Herzegovina, los serbios pasaron a ser considerados oficialmente como tercer grupo étnico constituyente de la Federación. Dicho reconocimiento fue recíproco para bosnios y croatas en la República Srpska.
La Federación tiene su propia capital, gobierno, bandera y escudo, presidente, parlamento, aduana y cuerpos de seguridad, sistema postal (dos, de hecho) así como una aerolínea de bandera (BH Airlines). Cuenta también con sus propias Fuerzas Armadas, llamadas Vojska Federacije Bosne i Hercegovine, si bien se encuentran bajo control directo del Ministro de Defensa de la República de Bosnia y Herzegovina, al igual que el Vojska Republike Srpske. Ambos cuerpos iniciaron su integración a finales de 2005, desapareciendo como entidades separadas el 1 de enero de 2006 para formar 6 meses después, el 6 de junio, las Fuerzas Armadas de Bosnia y Herzegovina, al mando del Ministro de Defensa de Bosnia y Herzegovina.

## Historia
La Federación de Bosnia y Herzegovina fue formada a partir de los Acuerdos de Washington de marzo de 1994. Según dicho documento, el territorio controlado por las fuerzas bosniocroatas y por el Ejército de la República Bosnia-Herzegovina (incluyendo la República Croata de Herzeg-Bosnia) fue dividido en 10 cantones. El sistema cantonal fue elegido con la idea de evitar que un grupo étnico dominase políticamente al resto.
En 1995, las fuerzas gubernamentales bosnias junto con las bosniocroatas de la Federación de Bosnia y Herzegovina derrotaron al ejército de la Provincia Autónoma de Bosnia Occidental, anexionado dicho territorio a la Federación.
Tras los Acuerdos de Dayton de 1995, se definió la Federación de Bosnia y Herzegovina como una de las dos entidades de Bosnia y Herzegovina, suponiendo un 51% de su extensión. La otra entidad, la República Srpska, ocupa el 49%.
El 8 de marzo de 2000 se constituyó el Distrito de Brčko como entidad autónoma dentro de la República de Bosnia y Herzegovina. Actualmente Brčko es territorio compartido por la Federación y la República Srpska.
Existen numerosas discusiones acerca del futuro institucional de Bosnia y Herzegovina en las cuales se barajan varias posibilidades, tomando posiciones la de formar dentro de la República una tercera entidad para los bosniocroatas.

## Símbolos
La bandera y el escudo de la Federación de Bosnia y Herzegovina (debajo del texto) fueron considerados inconstitucionales por la Corte Constitucional de Bosnia y Herzegovina, que decretó su sustitución. El 31 de marzo de 2007, el Tribunal Constitucional anunció su decisión en la "Gaceta Oficial de Bosnia y Herzegovina", informando oficialmente de su eliminación. La Federación aún no ha adoptado nueva bandera ni escudo de armas, sino que utiliza los símbolos del Estado central como solución provisional.

Antigua bandera
Antiguo escudo

## Geografía

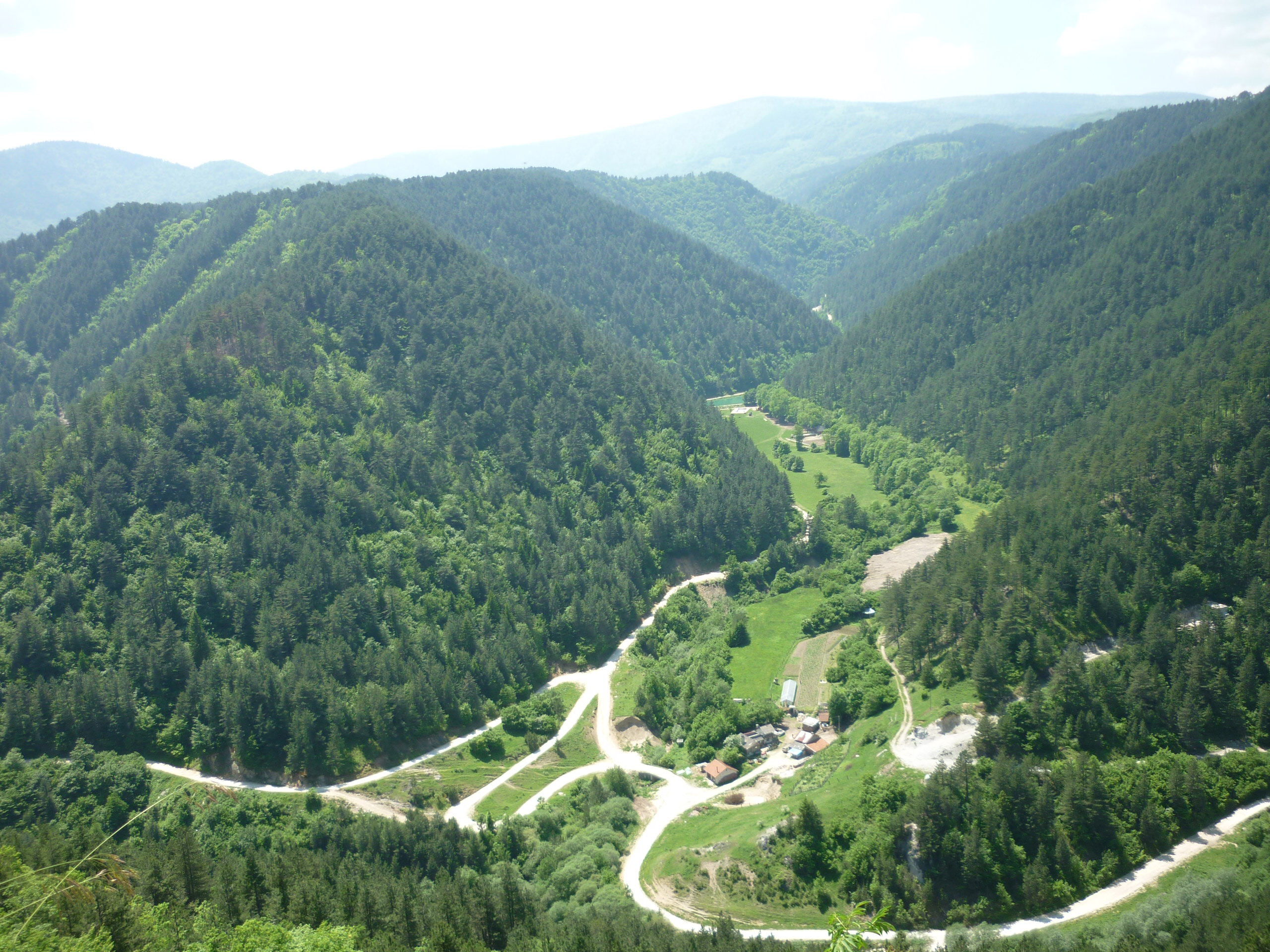
Paisaje del Cantón de Bosnia Central

La Línea Fronteriza entre Entidades (LIFE) que distingue a las dos entidades de Bosnia y Herzegovina discurre a lo largo de las líneas del frente tal y como existían al final de la guerra de Bosnia, con ajustes (sobre todo en la parte occidental del país y alrededor de Sarajevo), tal y como se definió en los Acuerdos de Dayton. La longitud total del IEBL es de aproximadamente 1.080 km. El IEBL es una demarcación administrativa y no está controlada por el ejército o la policía, y existe libertad de movimiento a través de ella.
Cinco de los cantones (Una-Sana, Tuzla, Zenica-Doboj, Bosnia Podrinje y Sarajevo) son de mayoría bosnia, tres (Posavina, Herzegovina Occidental y Cantón 10) son de mayoría croata, y dos (Bosnia Central y Herzegovina-Neretva) son «étnicamente mixtos», lo que significa que existen procedimientos legislativos especiales para la protección de los pueblos que los componen.
Una parte significativa del distrito de Brčko también formaba parte de la Federación; sin embargo, cuando se creó el distrito, pasó a ser territorio compartido de ambas entidades, pero no quedó bajo el control de ninguna de las dos, por lo que está bajo la jurisdicción directa de Bosnia-Herzegovina. En la actualidad, la Federación de Bosnia-Herzegovina cuenta con 79 municipios.

### División administrativa

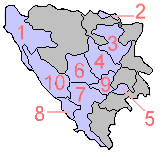
Cantones de la Federación de Bosnia y Herzegovina.

La Federación de Bosnia y Herzegovina se divide en diez cantones (kanton o županija):
1. Una-Sana, Unsko-Sanski Kanton
2. Posavina, Posavski Kanton
3. Tuzla, Tuzlanski Kanton
4. Zenica-Doboj, Zeničko-Dobojski Kanton
5. Podrinje Bosnio, Bosanskopodrinjski Kanton
6. Bosnia Central, Srednjebosanski Kanton
7. Herzegovina-Neretva, Hercegovačko-neretvanski Kanton
8. Herzegovina Occidental, Zapadnohercegovački kanton
9. Sarajevo, Kanton Sarajevo
10. Monasterio Franciscano de Tolisa en el cantón de PosavinaCantón 10, Kanton 10.

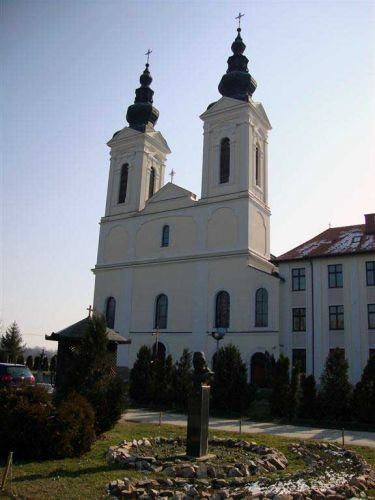
Monasterio Franciscano de Tolisa en el cantón de Posavina

Cinco de los cantones (Una-Sana, Tuzla, Zenica-Doboj, Podrinje Bosnio y Sarajevo) son de mayoría bosníaca, tres (Posavina, Hercegovina Occidental y el Cantón 10) son de mayoría croata, y dos (Bosnia Central y Herzegovina-Neretva) son "mestizos"", en tanto en cuanto cuentan con legislación específica para la protección de los grupos étnicos que los habitan.
Una porción significativa del Distrito de Brčko era parte también de la Federación; sin embargo, cuando se creó el distrito, pasó a ser territorio compartido por las entidades bosnia y serbia, pero sin controlarlo ninguna de las dos, ya que se encuentra bajo jurisdicción directa de la República de Bosnia y Herzegovina.
Actualmente la Federación de Bosnia y Herzegovina cuenta con 79 municipios.

## Ciudades

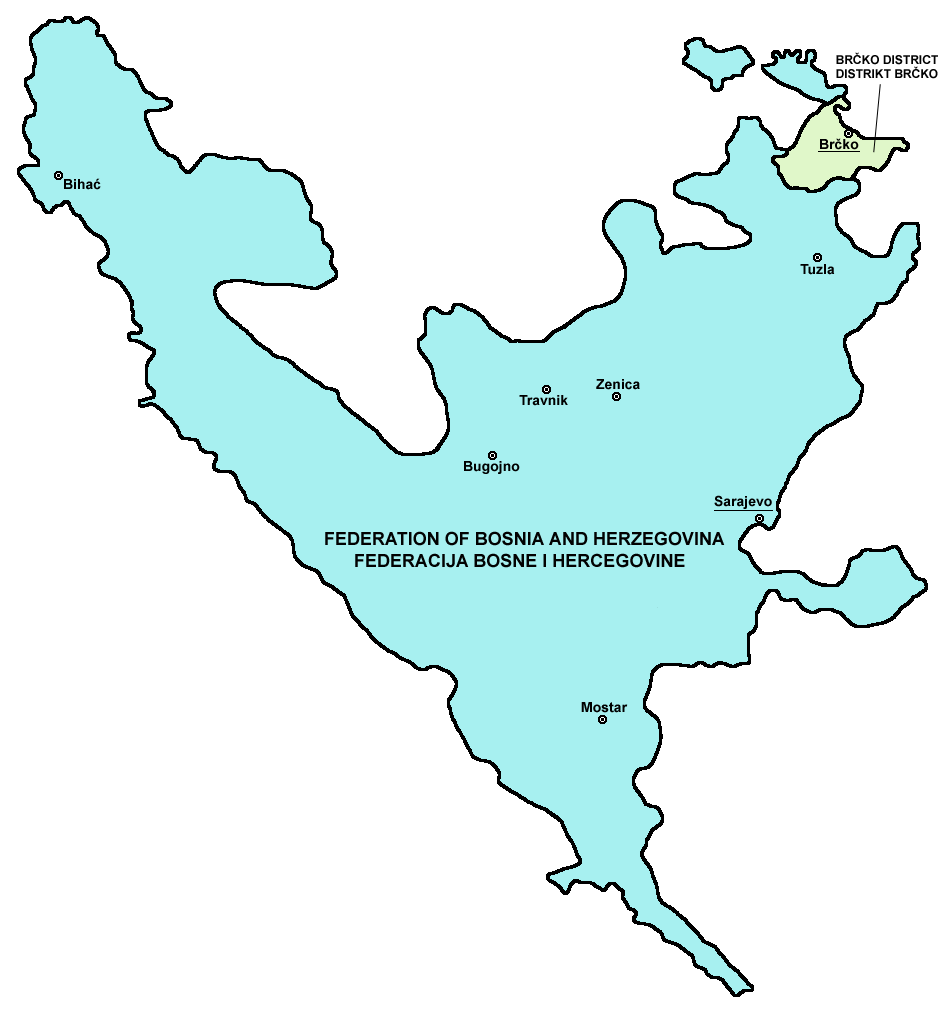
Principales ciudades de la Federación de Bosnia y Herzegovina.

Lista de las mayores ciudades de la Federación de Bosnia y Herzegovina:
- Sarajevo - 419.030
- Zenica - 170.000
- Tuzla - 150.000
- Mostar - 128.488
- Bihać - 105.000
- Travnik - 75.000
- Cazin - 66.881
- Sanski Most - 60.307
- Bosanska Krupa - 58.320
- Zavidovići - 57.164
- Lukavac - 56.830
- Gradačac - 56.378
- Kakanj - 55.857
- Gračanica - 55.000
- Živinice - 54.768
- Tešanj - 52.249
- Visoko - 46.130
- Velika Kladuša - 44.350
- Konjic - 43.878
- Maglaj - 43,294
- Goražde - 36.496
- Livno - 32.454
- Bugojno - 31.000
- Odžak - 30.651

Nota: la ciudad de Brčko forma parte del Distrito de Brčko, que forma parte tanto de la Federación de Bosnia y Herzegovina como de la República Srpska.

## Demografía

Mezquita del Rey Abdullah bin Abdulaziz Al Saud en Tuzla

La Federación de Bosnia y Herzegovina comprende el 51% del territorio de Bosnia y Herzegovina y acoge al 60% de la población total del país. Es importante comentar que todos los datos de población, incluidos los relacionados con la distribución étnica, pueden no ser del todo exactos al no existir cifras oficiales de censo. A continuación las convenciones por color señalarán la etnia/población y su porcentaje así:
- Bosnios

-      Bosniocroatas
-      Bosníacos

- Serbios

-      Serbobosnios

- Croatas

-      Serbocroatas
-      Bosniocroatas

- Otros

### 1991
En 1991, la población del territorio actualmente constituido como Federación de Bosnia y Herzegovina era de 2.757.888 habitantes, repartidos de la siguiente manera:
- Bosníacos 1 436 498 (52.1%)
- Croatas 610 458 (22.1%)
- Serbios 485 933 (17.6%)
- Otros 224 999 (8.2%)

### 1996
En 1996, la población de la Federación de Bosnia y Herzegovina era de 2.444.665 habitantes, distribuidos de la siguiente forma:
- Bosníacos 1 773 566 (72.5%)
- Croatas 556 289 (22.8%)
- Serbios 56 618 (2.3%)
- Otros 58 192 (2.4%)

### 2013

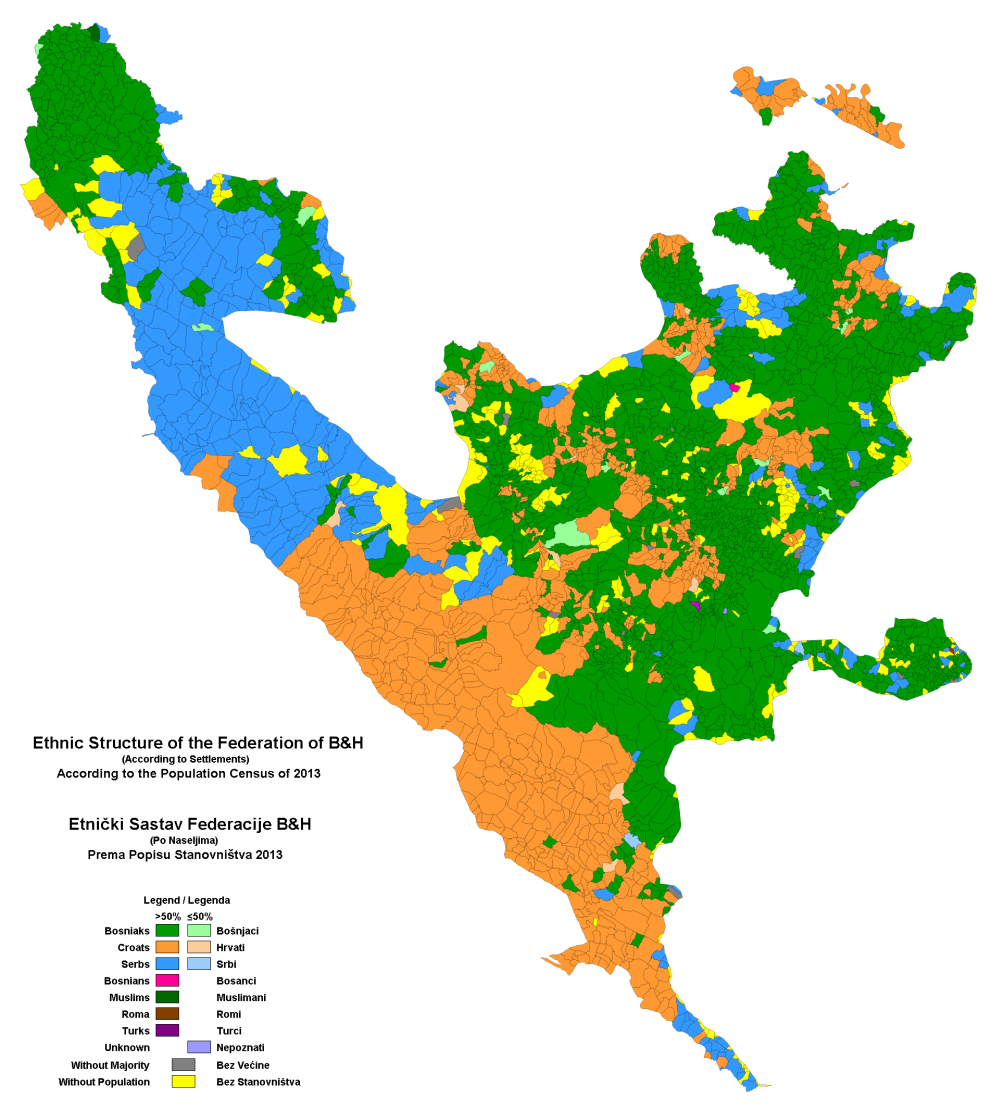
Composición étnica en 2013.

En 2013, la población de la Federación de Bosnia y Herzegovina era de 2.219.220 habitantes, con la siguiente composición étnica:
- Bosníacos 1 562 372 (70.4%)
- Croatas 497 883 (22.44%)
- Serbios 56 550 (2.55%)
- Otros 102 415 (4.61%)

El mayor problema político que afecta a la FBiH es la desigualdad de los croatas derivada del predominio bosnio-musulmán en dicha entidad, a pesar de la definición de la federación como una entidad conjunta de musulmanes y croatas como pueblos iguales y otras nacionalidades, según los Acuerdos de Washington y Dayton.
Hasta el crucial año 2002 y la modificación de la Constitución de la FBiH (enmiendas de Petritsch), además de los ministros (donde se garantizaba a los croatas al menos un tercio de los cargos ministeriales), sus adjuntos también formaban parte del Gobierno. Por regla general, si el ministro era bosnio, el adjunto era croata y, viceversa, si el ministro era croata, el adjunto era bosnio. Al sumar los cargos de ministros y viceministros, los croatas eran socios iguales en el gobierno federal (tanto en número como en la toma de decisiones). Dichos cambios se introdujeron en la toma de decisiones del Gobierno de la Federación de Bosnia y Herzegovina, eliminando de la constitución la palabra "consenso" y la posibilidad de cualquier influencia de las naciones constituyentes en las decisiones gubernamentales, de modo que solo se mantuvo la votación por mayoría simple. 
Por supuesto, esta mayoría siempre es bosnia (8 ministros + primer ministro = 9 votos). Cabe añadir que, debido a su gran número, las élites políticas bosnias cubren regularmente las cuotas serbias en el Gobierno de la FBiH (3 ministros). Sin embargo, esto no fue suficiente (11 de los 16 ministros más el primer ministro), por lo que en el período 2010-2014 (Gobierno de Plataforma) también cubrieron las cuotas croatas. Las resoluciones constitucionales (2002) establecen cuotas fijas de ministros por nación constituyente. Las soluciones discriminatorias se encuentran en la propia Constitución, que reconoce de facto una entidad como serbia (8 serbios, ministros del Gobierno de la República Srpska) y otra como bosnia (8 bosnios, ministros del Gobierno de la Federación de Bosnia y Herzegovina). 
En total, los bosnios tienen 13 ministros (41%), los serbios, 11 ministros (34%) y los croatas, 8 ministros (25%) en los gobiernos de las entidades. Esto no incluye el cargo de primer ministro de la entidad; el primer ministro del gobierno de la República Srpska siempre es serbio, y el primer ministro del gobierno de la Federación de Bosnia y Herzegovina siempre es bosnio. Un croata de Bosnia y Herzegovina no puede ser primer ministro de ninguna entidad según las soluciones constitucionales y legales vigentes.
La composición del Consejo del Pueblo y de la Cámara del Pueblo será igualitaria, de modo que cada nación constituyente tenga el mismo número de representantes. Al menos ocho y un máximo de 17 representantes provendrán de cada nación constituyente. El resto estará representado en un número que no supere la mitad de los representantes de cada nación constituyente en el Consejo de Naciones, es decir, la Cámara de los Pueblos. - Acuerdo de Sarajevo sobre Cambios Constitucionales. El efecto de las enmiendas de Barry simplemente permite la elección de representantes croatas de partidos que no cuentan con el apoyo del electorado croata. En teoría, los partidos bosnios pueden elegir a seis delegados para el bloque croata de la Cámara de los Pueblos, lo que representa un tercio de los 17. 
Según las enmiendas de Petritsch, ya no se requiere la mayoría en cada bloque de la Cámara de los Pueblos, sino solo un tercio para elegir al Presidente/Vicepresidente de la FBiH. El Presidente de la FBiH es importante porque confirma al Gobierno de la FBiH. Si, en el procedimiento repetido para la elección del Presidente/Vicepresidente de la FBiH, una de las cámaras rechaza la lista conjunta, se considerará que las personas han sido nominadas al aceptar la lista en una de las cámaras. Se introduce una segunda vuelta de votación, en la que solo se requiere la confirmación de una cámara. Dado que los bosnios constituyen la mayoría de la población de la FBiH (alrededor del 70%), controlan la Cámara de Representantes del Parlamento de la FBiH y, en la práctica, todos los grupos de la Cámara de los Pueblos, excepto el croata, el peligro que los cambios mencionados representan para los croatas es evidente.
En cada elección general, se libra una gran lucha para evitar que los bosnios elijan a un tercio del club croata y, por lo tanto, desintegren completamente a los croatas. Hay cinco condados con mayoría de población bosnia (Una-Sana, Tuzla, Zenica-Doboj, Sarajevo y Bosansko-Podrinjska), cada uno de los cuales envía un delegado al Club Croata. Los bosnios pueden, en teoría, elegir a un tercio de los delegados croatas, expulsarlos de la composición del poder ejecutivo y convertirlos prácticamente en una minoría nacional. El grupo de representantes del pueblo croata en la Cámara de los Pueblos del Parlamento de la FBiH representa el último garante del estatus constituyente de los croatas en Bosnia y Herzegovina.

## Política y Gobierno
Existe un Presidente de la Federación, así como dos Vicepresidentes, exactamente igual que en la República Srpska.
Entre 2003 y 2007 el presidente era el croata Niko Lozančić, de la Unión Democrática Croata de Bosnia y Herzegovina (HDZ), mientras que el bosníaco Sahbaz Džihanović y el serbio Desnica Radivojević, ambos del SDA, ocupaban las vicepresidencias.
El presidente actual es la croata Borjana Krišto de la HDZ, ostentando las vicepresidencias el bosníaco Mirsad Kebo del SDA y la serbia Spomenka Mičić del SBiH.
El gabinete se compone además de 16 ministros, cargos estrictamente repartidos mediante cuotas étnicas. En el Gobierno actual hay 8 ministros bosnios, 5 croatas y 3 serbios. El primer ministro entre 2003 y 2007 fue el bosnio Ahmet Hadžipašić del SDA, quién dejó paso en marzo de 2007 a otro bosnio de su misma formación política, Nedžad Branković. El Parlamento es bicameral, con una Cámara de Representantes y una Cámara de los Pueblos. La Cámara de Representantes se compone de 98 diputados elegidos por sufragio universal, mientras que la Cámara de los Pueblos la componen diputados designados por los parlamentos cantonales.
Cabe destacar que algunas instituciones y servicios continúan segregadas entre croatas y bosnios, ejemplos de ello son el servicio de Correos o el telefónico; incluso el ejército de la Federación cuenta con una división croata y otra bosnia. Pese a todo, con el paso del tiempo muchos de los sistemas se van fusionando en una única compañía pública: es el caso de la seguridad social o la radiotelevisión pública. De todas maneras, los cantones tienen cierto grado de autogobierno, así como tribunales y cuerpo de policía propios.
Actualmente la Federación posee un Cuerpo de Policía totalmente operativo, si bien el objetivo es que en 2010 los cuerpos de policía y Ministros de Seguridad de ambas entidades desaparezcan para formar una fuerza policial estatal encabezada por el ministro de Seguridad de la República de Bosnia y Herzegovina y controlada desde las regiones. Asimismo, los ejércitos de las dos entidades están desde el 1 de enero de 2006 bajo control del Ministro de Defensa de Bosnia y Herzegovina.

## Galería

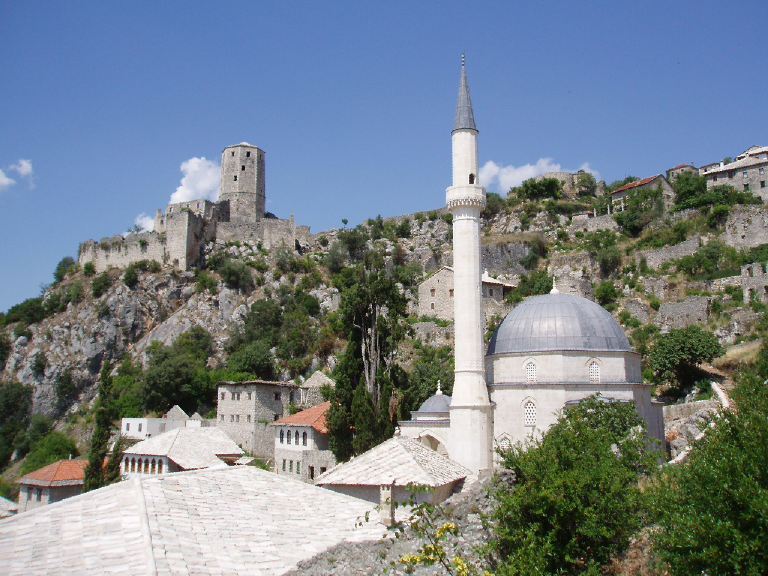
Počitelj - Antiguo pueblo otomano cerca de Mostar.
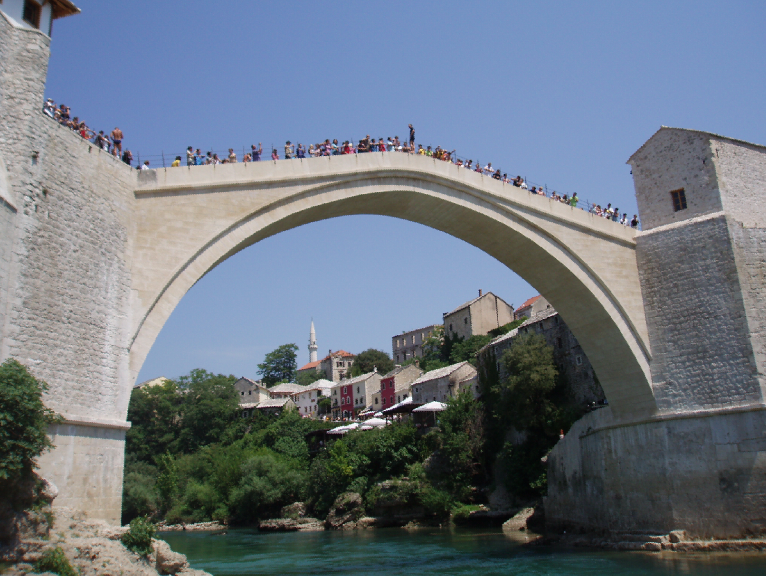
Mostar - "Stari Most"(Puente Antiguo) reconstruido.
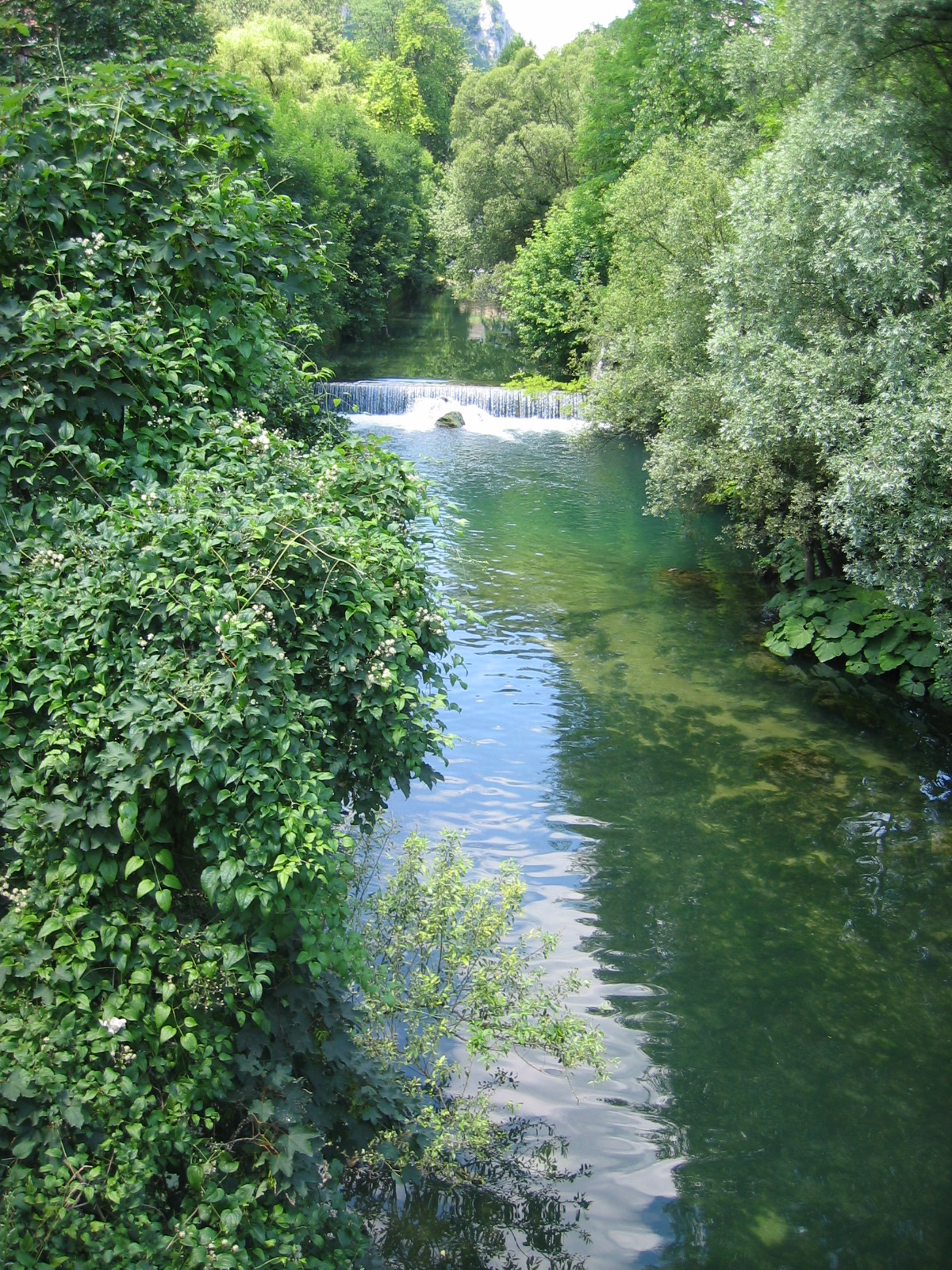
Cataratas del río Pliva.
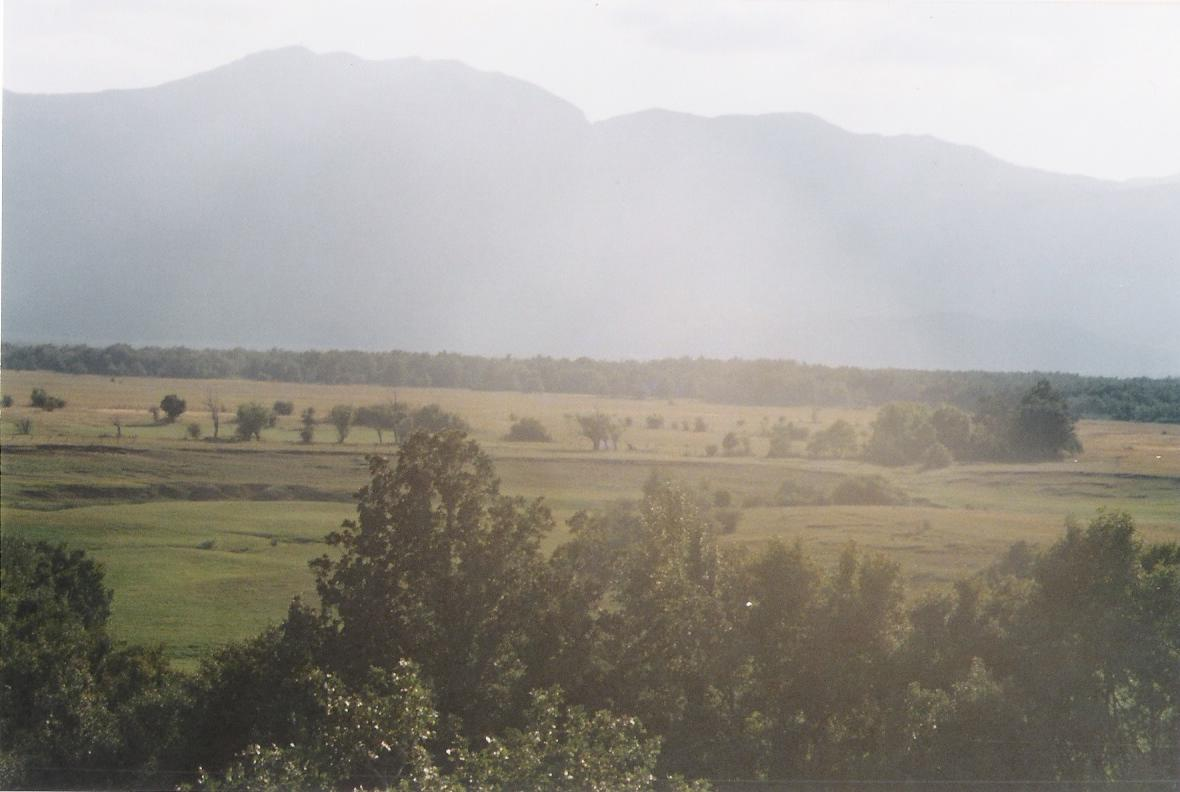
Panorámica del Pico Troglav.
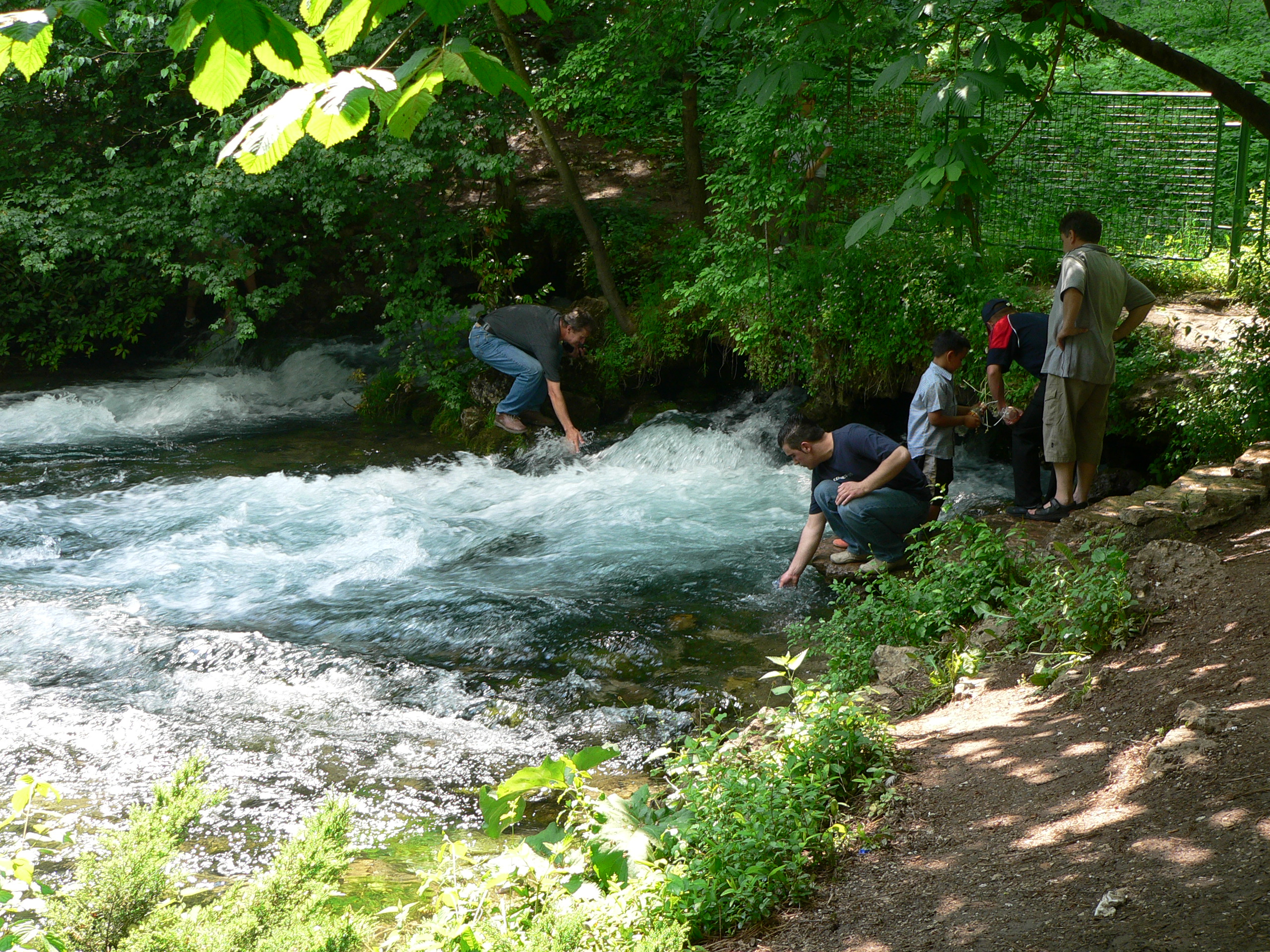
Vrelo Bosne, Sarajevo.